# Paratorchus minutus
Paratorchus minutus – gatunek chrząszczy z rodziny kusakowatych i podrodziny Osoriinae.
Gatunek ten opisany został w 1984 roku przez H. Pauline McColl jako Paratrochus minutus. Jeszcze w tym samym roku ta sama autorka zmieniła nazwę rodzaju na Paratorchus, w związku z wcześniejszym użyciem poprzedniej nazwy dla rodzaju mięczaków.
Chrząszcz o walcowatym ciele długości 2,1 mm, barwy od żółtawobrązowej z jaśniejszymi odnóżami i czułkami. Wierzch ciała ma delikatnie punktowany oraz umiarkowanie rzadko owłosiony. Długość szczecinek okrywowych jest mniejsza niż odległości między nimi. Owalne oczy buduje pojedyncze, płaskie omatidium. Przedplecze ma od 0,37 do 0,4 mm długości i w przedniej połowie jest szersze niż w tylnej. Pokrywy cechują opadające części ramieniowe. Odwłok ma wyraźnie widoczne linie łączeń między tergitem a sternitem tylko w przypadku trzeciego segmentu, a dziewiąty tergit niezbyt silnie wydłużony ku tyłowi w dwa krótkie, tępe wyrostki tylne o wąskim rozstawie. U samca ósmy sternit odwłoka ma płytkie wgłębienie środkowe. Narząd kopulacyjny samca ma zakrzywiony wyrostek boczny o długości mniej więcej równej gładkiej, szerokiej części rurkowatej.
Owad endemiczny dla Nowej Zelandii, znany tylko z Mahoenui na Wyspie Północnej.